# Matej Makarovič
Matej Makarovič, slovenski sociolog in politični komentator, * 20. april 1970, Slovenj Gradec.

## Življenje in delo
Matej Makarovič, sin Jana Makaroviča, je leta 1993 diplomiral na Fakulteti za družbene vede Univerze v Ljubljani iz sociologije pod mentorstvom Ivana Bernika. Podiplomski študij je nadaljeval na Centralnoevropski univerzi v Pragi. Na Fakulteti za družbene vede v Ljubljani je pridobil tudi doktorat iz sociologije, pred tem pa je leta 1995 magistriral iz sociologije in politike na University of Lancaster v Veliki Britaniji.
Od leta 2008 dalje je zaposlen na zasebni Fakulteti za uporabne družbene študije v Novi Gorici, kot izredni profesor in od leta 2011 kot njen dekan. Poleg tega je na omenjeni fakulteti predstojnik Inštituta za raziskovanje družbenih tveganj. Pred tem je bil v obdobju 1994–2007 zaposlen na Fakulteti za družbene vede v Ljubljani kot mladi raziskovalec, asistent in docent.
Kot gostujoči raziskovalec je deloval na Waterford Institute of Technology (Irska), University of Nevada, Reno (ZDA) in Hawaii Pacific University (ZDA).
Je avtor ali soavtor 30 znanstvenih člankov, objavljenih v tujih in domačih znanstvenih revijah, in 10 znanstvenih monografij, od katerih jih je polovica izšla pri tujih znanstvenih založbah, na področjih politične sociologije, sociološke teorije in družbene modernizacije.
Kot publicist in politični komentator je leta 2006 prejel Jurčičevo nagrado. Leta 2008 je bil izpostavljen v aferi »brezplačniki«, kot eden redkih podpisanih avtorjev zapisov v časniku Ekspres - komisija Državnega zbora RS je za to publikacijo ugotovila, da je bila ustanovljena z namenom diskvalifikacije političnih nasprotnikov v predvolilni kampanji pred državnozborskimi volitvami 2004.
V letih od 1989 do 1993 je bil prvi predsednik takratne Socialdemokratske mladine (podmladka današnje stranke SDS), kasneje je bil imenovan za njenega častnega predsednika.
V obdobju 2005–08 je bil član Strateškega sveta za kulturo, izobraževanje in znanost ter član Upravnega odbora Javne agencije za raziskovalno dejavnost RS (2005–2009). 
Od leta 2011 je predsednik Nacionalnega odbora programa za upravljanje z družbenimi spremembami (MOST) pri Slovenski nacionalni komisiji za UNESCO.